# 38823 Nijland
38823 Nijland è un asteroide della fascia principale. Scoperto nel 2000, presenta un'orbita caratterizzata da un semiasse maggiore pari a 3,016708 UA e da un'eccentricità di 0,094849, inclinata di 0,618936° rispetto all'eclittica. Ha un diametro di 4,418 km.